# Герб Берізок
Герб Берізо́к затверджений 25 жовтня 2011 р. рішенням сесії Берізківської сільської ради.

## Опис
На червоному щиті срібна шабля з золотим руків'ям, покладена в пояс, на якій сидить золотий орел із розпростертими крильми, обернений вліво. На зелених главі та базі три срібних стовпа із чорними плямами, у главі поверх стовпів золоті листочки, в базі поміж стовпів хвилястий лазуровий пояс. Щит обрамований декоративним картушем i увінчаний золотою сільською короною.
Автор — І. Д. Янушкевич.